# Charcier
Charcier é uma comuna francesa na região administrativa de Borgonha-Franco-Condado, no departamento de Jura. Estende-se por uma área de 12,91 km². Em 2010 a comuna tinha 139 habitantes (densidade: 10,8 hab./km²).